# Emil Karewicz
Emil Karewicz (sinh ngày 13 tháng 3 năm 1923 - mất ngày 18 tháng 3 năm 2020) là một diễn viên người Ba Lan.

## Sự nghiệp
Sau Chiến tranh thế giới thứ hai, Emil Karewicz tốt nghiệp Trường Sân khấu Iwo Gall (cùng với Ryszard Barycz, Bronisław Pawlik và Barbara Krafftówna). Ông đã biểu diễn trên các sân khấu ở Łódź, chủ yếu là ở Nhà hát Jaracz và Nhà hát mới. Kể từ năm 1962, Emil Karewicz  chuyển đến biểu diễn ở Warsaw, cụ thể là tại Nhà hát Ateneum (Teatr Ateneum im. Stefana Jaracza w Warszawie), Nhà hát kịch (Teatr Dramatyczny w Warszawie), và Nhà hát Mới (Teatr Nowy w Warszawie 1947-2005). Ông nghỉ hưu vào năm 1983. 
Emil Karewicz qua đời vào ngày 18 tháng 3 năm 2020, chỉ 5 ngày sau khi bước sang tuổi 97.

## Thành tích nghệ thuật
- Warsaw Premiere (Warszawska premiera) (1951)
- Youth of Chopin (Młodość Chopina) (1952)
- Kanał (1956)
- Pętla  aka The Noose (1958)
- The Eighth Day of the Week (1958)
- Krzyżacy (1960)
- Tonight a City Will Die (W nocy umrze miasto) (1961)
- Na białym szlaku (1962)
- How I Unleashed World War II (Jak rozpętałem drugą wojnę światową) (1969)
- Hubal (1973)
- Wszyscy i nikt (1977)
- Sekret Enigmy (Enigma Secret) (1979)
- Polonia Restituta (1981)
- Hans Kloss. Stawka większa niż śmierć (2012)

### Sê-ri phim truyền hình
- Stawka większa niż życie (1967–1968)
- Lalka (1978)[3]
- Alternatywy 4 (1983)
- Barwy szczęścia (2007–2013)